# Henri Nestlé
Henri Nestlé (Frankfurt am Main, 1814. augusztus 10. – Glion, Vaud kanton, 1890. július 7.) svájci vállalkozó, a Nestlé alapítója.

## Élete
1829 és 1833 között tanult egy frankfurti patikában. 1839-ben költözött Vevey-be. A Nestlé vállalatot alapította 1866-ban. 